# نظام أسماء النطاقات
نظام أسماء النطاقات أو نظام اسم النطاق أو نظام تسمية النطاقات (بالإنجليزية: Domain Name System) وباختصار (DNS) هو نظام يخزن معلومات تتعلق بأسماء نطاقات الإنترنت في قاعدة بيانات لا مركزية على الإنترنت. يستطيع خادم اسم النطاق ربط العديد من المعلومات بأسماء النطاقات، ولكن وعلى وجه الخصوص يخزن عنوان الأي بي المرتبط بذلك النطاق، لتكون مهمته المركزية ترجمة أسماء النطاقات التي يسهل تذكرها إلى عنوان بروتوكول الإنترنت؛ اللازم للوصول للحواسيب والخدمات عبر البنية التحتية للإنترنت. ولأن نظام أسماء النطاقات لا مركزي وخدمة متاحة على المستوى العالمي كفهرس وللإستعلام عن أسماء النطاقات، فإنه يشكل حجر زاوية لعمل الإنترنت منذ عام 1985.

## مهمته
تعتمد البنية التحتية للإنترنت للعناوين واختيار المسارات على نظام العنونة بالأرقام، فكما أنك إذا أردت الاتصال بأي هاتف يجب معرفة رقمه، كذلك على شبكة الإنترنت، إذا أردت الاتصال بأي موقع عليك معرفة عنوان بروتوكول الإنترنت (IP) الخاص بهذا الموقع، ولكن بالنسبة للهاتف، نستعين بدليل الهاتف أو خدمة الاستعلامات، فإن كنا نعرف اسم الشخص، نستعمل هذه الخدمة للحصول على رقم هاتفه. والأمر نفسه بالنسبة لخادوم على شبكة الإنترنت، بحيث تقترن عناوين الإنترنت بأسماء النطاقات، حيث أنه يكفي للاتصال بموقع مثل ويكيبيديا، أن تعرف اسم النطاق الخاص بهذا الموقع، في هذه الحالة هو wikipedia.org، عندما تكتب هذا العنوان في متصفح الويب الخاص بك، فإن الخطوة الأولى التي يقوم بها متصفحك هي إستعلام نظام أسماء النطاقات عن عنوان الإنترنت (الـIP) المقترن باسم النطاق الخاص بالموقع، وذلك عن طريق الإتصال بخادوم يترجم أسماء النطاقات، إلى عناوين الـIP، وهي العناوين اللازمة للحاسوب ليتصل مع الموقع.
يعتبر نظام أسماء النطاقات مفيداً لعدة أسباب. أكثرها وضوحًا، أنه يجعل من الممكن استبدال عناوين الأي بي الصعبة التذكر (مثل 207.142.131.206) بأسماء نطاقات سهلة التذكر (مثل wikipedia.org)، وهذا يسهل على البشر التعامل مع عناوين الشبكة وعناوين البريد الإلكتروني. كما أن النظام يسمح بإنشاء أسماء معترف بها ويمكن الوصول إليها دون الاتصال مع التسجيل المركزي في كل مرّة.

## تعريف بالنظام
هو نظام على شبكة الإنترنت والاسم المختصر لهذا النظام هو (DNS). إن تقنية هذا النظام مشابهة لدليل الهاتف العادي الذي نكتب فيه أسماء الأشخاص الذين نتصل بهم مع أرقام هواتفهم، فعندما نريد الاتصال بشخص ما علينا سوى فتح الدليل على الصفحة التي تحوي اسم الشخص ومن ثم قراءة رقم الشخص والاتصال به.
بالنسبة لشبكة الإنترنت فإن طريقة التخاطب'KLO بين الأجهزة تعتمد اعتماداً مباشراً على العنوان الرقمي لبروتوكول الإنترنت (IP Address), هذا العنوان مكون من (32) خانة ثنائية في الإصدار الرابع (IP Version 4) يمكن تمثيلها على الشكل التالي (208.77.188.166) مع ملاحظه انها تكتب بالنظام العشري.وعلى (128)خانة ثنائية في الإصدار السادس (IP Version 6) يمكن تمثيلها على الشكل التالي (2001:db8:1f70:999:de8:7648:6e8).LLML مع ملاحظه انها تكتب بالنظام السادس عشري.
فعندما يريد جهاز الاتصال مع جهاز آخر فعليه معرفة العنوان الرقمي لهذا الجهاز لتبادل المعطيات معه.

## إدارة أسماء النطاقات في السابق

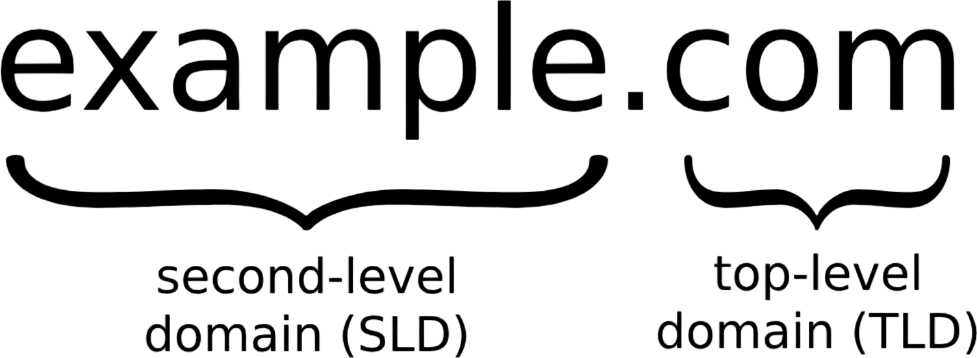
مثال مُعلّق لاسم النطاق "example.com". يُظهر اسم النطاق، بما في ذلك نطاق المستوى الأعلى ونطاق المستوى الثاني.

قبل استخدام نظام DNS كانت عملية تعريف الأجهزة بأسماء تتم بقرن الأسماء والعناوين في ملف يسمى ملف المستضيفين (بالإنجليزية: hosts) وعادة ما كان ذلك يتم يدويا، ولكن مع زيادة عدد الأجهزة التي تتضمنها الشبكة تم تصميم نظام DNS لاستبدال ملفات الـ hosts بقاعدة بيانات موزعة (Distributed Database)ذات حجم غير محدد نظرياً تسمح بتوزيع وأتمتة الإدارة، بالإضافة إلى تحسين الأداء وذلك من خلال استعمال بنية هرمية لتعريف عناصر النطاق Domain، فخدمة DNS تؤمن ترجمة الأسماء المستخدمة للدلالة على عناصر النطاق إلى عناوين IP الموافقة، حيث أن استخدام أسماء ذات دلالة معينة أسهل من استخدام عناوين IP.
وبالتالي يمكن تعريف هذا النظام بأنه قاعدة معلومات غير مركزية (موزعة) على شبكة الإنترنت تحتوي على معلومات النطاقات وأسماء الأجهزة وعناوينها الرقمية تحت كل نطاق. وهذا النظام يقوم بتجزئه معلومات الشبكة إلى أجزاء يتم إدارتها محليا والوصول إليها عن طريق الشبكة.

## كيف يسمي ال (DNS) النطاقات
تُقسم الأسماء في «نظام أسماء النطاقات» إلى عدة أجزاء، يمثل كل جزء منها مستوى في بنية هرمية، متراتبة من اليمين إلى اليسار، وهي:
- النطاق الجذر (Root Domain): يمثل أعلى مستوى في البنية الهرمية ويشار إليه بنقطة (.) في أقصى يمين اسم النطاق، وهي تُسقط عادة من أسماء النطاقات.
- نطاق المستوى الأعلى (Top-Level Domains): يُمثل هذا المستوى باختصارات من حرفين أو ثلاثة، تُعبر عن نوع المنظمة، أو البلد، أو عن أي شيء آخر.

يمكن لنطاقات المستوى الأعلى Top Level Domain أن تحتوي على نطاقات المستوى الثاني Second Level Domains، بالإضافة إلى المستخدمين.
- المستوى الثاني للنطاقات (Second Level Domains): يمكن أن يحتوي هذا المستوى على مستخدمين، وعلى نطاقات أخرى تدعى Sub domains
- أسماء المضيفين (Host Names): تكون أسماء المضيفين إشارة إلى كمبيوترات موجودة على الإنترنت أو في شبكة خصوصية وتكون أسماء المضيفين دائماً في أقصى اليسار ضمن الاسم.

## ما هو (FQDN) ؟
هو اختصار لعبارة (Fully Qualified Domain Name) وتعني اسم نطاق مؤهل بالكامل، أي يحتوي اسم الجهاز وعلى أسماء كافة النطاقات التي تفرع عنها اسم الجهاز بدءاً من المستوى الثاني للنطاقات ومستوى القمة حتى النطاق الجذري.
وكما في الصورة السابقة يكون عنوان المضيف اسم مؤهل بالكامل.

## بنية النظام (Structure)
قبل الخوض في طريقة عمل نظام أسماء النطاقات سنتعرف على المكونات الأساسية لهذا النظام ولو بشكل مختصر:
1. فضاء الأسماء (Domain Name Space): وهو فضاء الأسماء الذي يعبر عن جميع عناصر النطاق، حيث يتم إلحاق أسماء عناصر النطاق به، ويمكن اعتباره قاعدة بيانات النظام.
2. المخدمات (Name Servers or Servers): تحتوي مخدمات الـ (DNS)على معلومات عن عناوين الحواسيب الزبونة على الشبكة وعناوين الـ IP الموافقة، حيث تقدم هذه المعلومات إلى المستخدمين الذين يقومون بإرسال الطلبات (Requests) من أجل الحصول على مثل هذه المعلومات. في حال لم يكن المخدم (Name Server) قادراً على تقديم المعلومات لسبب أو لآخر، فإن الطلب يمكن أن يمرر إلى مخدم آخر.
3. الأجهزة الزبونة على الشبكة (Resolvers or Clients): وهم مستخدمو الشبكة الذين يقومون بتقديم طلبات تحويل اسم معطى إلى عنوان IP الموافق والضروري من أجل تحقيق الاتصال عبر الشبكة.

أما إذا أردنا التعمق أكثر في بنية النظام فنجد أنه يتكون من المكونات التالية:
- اسم النطاق (Domain Name): هو اسم يستخدم على الإنترنت والشبكات لتمثيل جهة معينة إلكترونيا، وتستخدمه الجهة للدلالة على اسمها أو أقسامها أو فروعها أو للدلالة على خدماتها أو أسماء أجهزتها أو حتى عناوين البريد الإلكترونية.

وغيرها من السجلات الأخرى: التي لها استخدامات خاصة وهي أقل استخداما وانتشارا من السجلات السابقة (مثل:TXT,AAAA,SRV,SIG,RP,LOC…).
- ملف النطاق (Zone File): وهو الملف الذي يحوي جميع سجلات المصادر (المعلومات) المتعلقة باسم نطاق معين، ويتم حفظ وإدارة ملف النطاق من خلال خادم أسماء النطاقات.
- خادم أسماء النطاقات (Domain Name Server): وهو الخادم الذي يقوم بالرد على استفسارات المستخدمين أو المقررين بناء على ما هو موجود في ملف اسم النطاق المستفسر عنه. ويوجد خادم رئيسي على الأقل لكل اسم نطاق، ويتم من خلاله إدارة جميع سجلات النطاق وإجراء التحديثات عليها ويعد هذا الخادم المالك الرئيسي للنسخة الأصلية لملف اسم النطاق، كما توجد أيضا خادمات فرعية عديدة تأخذ نسخة من ذلك الملف بالتنسيق مع الخادم الرئيسي.
- المقرر (Resolver): وهو الجهاز الذي يقوم (نيابة عن المستخدمين) بإرسال الاستفسارات حول أي معلومة موجودة في النظام إلى خادمات أسماء النطاقات ومن ثم إرسال النتيجة النهائية إلى المستفسرين (المستخدمين أو الأجهزة)، وعادة ما يوضع على كل شبكة منفصلة (خاصة) جهاز مقرر حتى يقوم بترجمة الأسماء إلى العناوين لجميع المستخدمين والأجهزة الموجودة على تلك الشبكة من خلال نظام أسماء النطاقات، كما يقوم المقرر أيضا بتخزين جميع نتائج الاستفسارات السابقة في السجلات المؤقتة (DNS Caching) وذلك لتوفير الجهد ولتحسين الأداء بدلا من البحث عن نتيجة نفس الاستفسار مرة أخرى خلال مدة معينة (تحدد من قبل الخادم الرئيسي لاسم النطاق).
- المستخدم (user): وهو المستفيد النهائي من النظام (شخص أو برنامج أو جهاز) بحيث يتعامل مع النظام من خلال المقرر للحصول على المعلومة المطلوبة، كما يمكن أن يكون هذا المستخدم هو الشخص الذي يقوم بتسجيل اسم النطاق للاستفادة منه لاحقا.

## طريقة عمل النظام
إن طريقة عمل نظام أسماء النطاقات عملية بسيطة يمكن تلخيصها بهذا المثال:
1. المستخدم يطلب من أقرب خادم مقرر (Resolver) العنوان الرقمي لاسم النطاق (en.wikipedia.org/wiki/Example.com)، وعادة ما يكون المقرر معرف في إعدادات الشبكة على جهاز المستخدم.
2. المقرر يقوم بالبحث عن الخادم الرئيسي لاسم النطاق المطلوب وذلك من خلال سؤال الخادمات الرئيسية العامة (Root Server) ومن ثم الخادمات المسؤولة عن النطاق العلوي الذي يتبع له النطاق إلى أن يصل إلى أحد الخادمات المسئولة عن ذلك النطاق ويرسل الاستفسار إليها.
3. خادم أسماء النطاقات المسؤول عن النطاق يقوم بالبحث في ملف النطاق المتوفر لديه عن المعلومة المطلوبة ومن ثم يرد على ذلك الاستفسار بالعنوان الرقمي لذلك النطاق.
4. المقرر يقوم بالرد على استفسار المستخدم بالنتيجة التي حصل عليها ويقوم بتخزينها في السجلات المؤقتة لديه (حتى يستخدم عند طلب نفس الاستفسار من قبل مستخدم آخر خلال مدة معينة).

## طريقة تكوين أسماء النطاقات

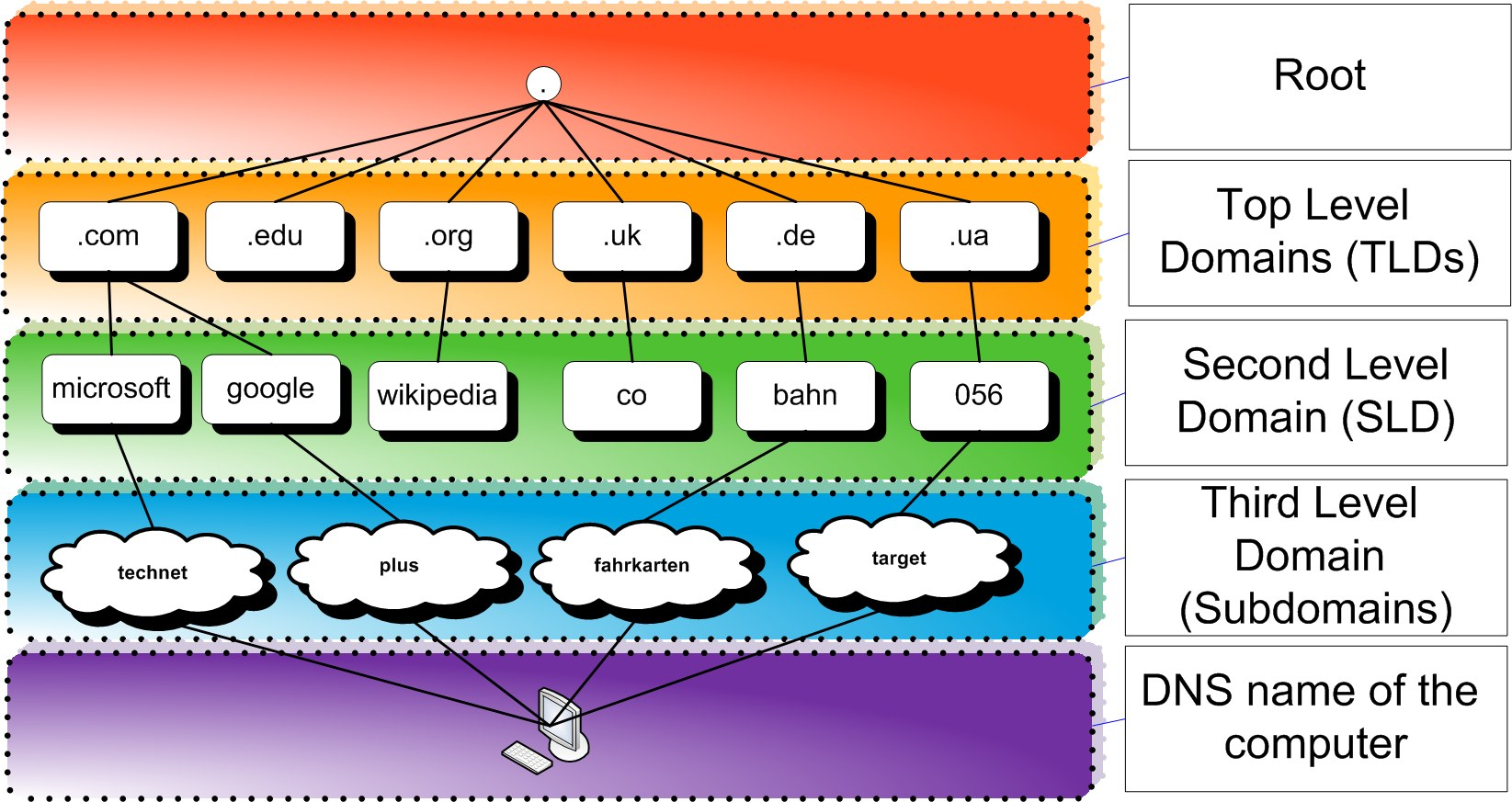
بنية نظام اسماء النطاقات

يتكون اسم أي نطاق من مقطعين، يتم الفصل بينهما بنقطة. على سبيل المثال موقع google.com، المقطع الأول هو google والمقطع الثاني هو com. المقطع الثاني من اسم النطاق يشير إلى النشاط الذي يتم استخدام الموقع من أجله، فكلمة com تشير إلى شركة، وكلمة net تشير إلى شبكة، وكلمة org تشير إلى منظمة، وهناك المئات من اللواحق التي ظهرت لتسهيل عملية إدارة المواقع، إلا أن الأكثر انتشارًا في الوقت الحالي هو نطاق com. يليه نطاق net.